# 吉田興平
吉田 興平（よしだ こうへい、1989年7月19日 - ）は、日本の俳優。大阪府出身。レイ・グローエンタテインメントに所属。以前はダブルアップエンタテインメントに所属していた。

## 出演作品

### テレビ
- 運命の人（2012年）
- ウルトラマンギンガS 第13、14話（2014年、テレビ東京） - 新隊員
- 鳳神ヤツルギ6・7（2016年、2017年・千葉テレビ放送） - スマッシュ
- ナンバMG5 第6話（2022年5月25日、フジテレビ）
- シガテラ 第2話（2023年4月15日、テレビ東京）
- 勝利の法廷式 第2話（2023年4月20日、読売テレビ・日本テレビ）
- 潜入兄妹 特殊詐欺特命捜査官 第5話（2024年11月2日、日本テレビ） - 鵡川の部下 役[1]

### 舞台
- テガミ（2012年）
- Noise（2012年）
- 御門訴事件（2013年）
- 東京梨園 〜炎のアルゼンチンタンゴ〜（2013年）

### CM
- TOYOTA もしもボックス篇（2012年）